# Samsung Galaxy M53 5G
El Samsung Galaxy M53 5G es un teléfono inteligente Android de gama media desarrollado por Samsung Electronics como parte de su serie Galaxy M. Este teléfono se anunció el 7 de abril de 2022. Sus características clave son un SoC de MediaTek Dimensity 900 5G, una pantalla Super AMOLED Plus de 120 Hz, una configuración de cámara triple con una cámara principal de 108 MP y una batería de 5000 mAh con soporte de carga rápida de 25W.
Este es el último teléfono inteligente Samsung destinado oficialmente al mercado de la Federación de Rusia, por el momento.

## Especificaciones

### Hardware
El Galaxy M53 5G es un smartphone con factor de forma de tipo slate, cuyas dimensiones son 164,6×77×7,4 mm, pesando 176 gramos.
El dispositivo está equipado con conectividad GSM, HSPA, LTE y 5G, Wi-Fi 802.11 a/b/g/n/ac de doble banda con Wi-Fi Direct y soporte para hotspot, Bluetooth 5.2 con A2DP y LE, GPS con A- GPS, BeiDou, GALILEO y GLONASS y NFC. Tiene un puerto USB-C 2.0. 
El Samsung Galaxy M53 5G funciona con el SoC MediaTek Dimensity 900 5 con 6 nm, un módem 5G integrado, una CPU octa-core que comprende un clúster de alto rendimiento con 2x núcleos Cortex-A78 Gold de 2.4 GHz y un clúster de eficiencia energética con 6x núcleos Cortex-A55 Silver de 2.0 GHz y una GPU Mali-G68 MC4. Tiene una pantalla Super AMOLED Plus de 6,7 pulgadas (172 mm) con resolución de 1080x2400 píxeles, relación de aspecto 20:9, densidad de pixeles de ~393 ppi, frecuencia de actualización de 120 Hz y 16 millones de colores. Cuenta con una configuración de cámara triple en su parte trasera con una cámara principal de 108 MP con apertura f/1.8, una cámara ultra gran angular de 8 MP con apertura f/2.2, una cámara macro de 2 MP con apertura f/2.4 y una cámara de profundidad de 2 MP con apertura f/2.4. Tiene una cámara frontal de 32 MP con apertura f/2.2 ubicada en un orificio perforado circular en la pantalla. Admite grabación de video 4K desde la cámara principal y la cámara frontal. Tiene una batería no extraíble de 5000 mAh con soporte de carga rápida de 25W. Sin embargo, no viene un cargador de 25 W en la caja original por lo que debe comprarse por separado. Viene con 6/8 GB de RAM y 128/256 GB de almacenamiento interno y admite la expansión de memoria a través de una ranura para tarjeta híbrida SIM/microSD de hasta 1 TB.

### Software
El Samsung Galaxy M53 5G ejecuta Android 12 y la interfaz de usuario patentada de Samsung One UI 4.1. Viene con Knox Security Suite y AltZMode.
En noviembre de 2022 comenzó a recibir Android 13 con One UI 5.0, mientras que a partir de marzo de 2023 se actualizará a One UI 5.1.

## Galaxy Quantum 3
El Galaxy Quantum 3 se presentó el 20 de abril de 2022. Su única diferencia con el Galaxy M53 5G es la presencia de un chip cuántico.